# پیام لاریان
پیام لاریان (زادهٔ ۱۳۶۰) نویسنده، کارگردان و بازیگر ایرانی است. او دانش‌آموخته کارگردانی از دانشگاه تهران و دانشگاه هنر تهران است. وی جوایز متعددی را در جشنواره‌های مختلف، از جمله جشنواره تئاتر فجر، دریافت کرده‌است.

## تئاتر

### نویسنده و کارگردان
- امپرسیون؛ جیغ بنفش (۱۳۸۴)
- پرسه‌های موازی (۱۳۸۹) و (۱۳۹۵)[۳]
- گزارش بازگشت (۱۳۹۰)
- بالستیک زخم (۱۳۹۲)[۴]
- و چند داستان دیگر (۱۳۹۶)

### نویسنده
- استرالیا[۵]
- تاریخ مردم کوچه و بازار فرانسه در قرن هجده
- پروانه الجزایری
- اگزیستنس
- r.e.q
- گزشهای کوچک و خورد مردمان نامعلوم
- کالی یوگا
- زنگهای کشدار
- حمید اسکندری[۶]
- خشونت عریان
- شرایط نامطبوع حیات یک گیاه کمیاب در فرودگاه سی.دی. جی
- یوستیتیوم/بابل
- موومان
- اهالی کاله
- اشتقاق/سیارهٔ میمونها
- شرق وحشی
- موشها و آدمها
- مدیترانه ای
- BEAT یا کتابچه راهنمای خسته گی و کوفته گی و البته آمرزیدگی
- اسب‌ها
- این جامعه، این جامعهٔ ستمگر
- برگشتن

## فیلم

### سینما
- چ (فیلم) به کارگردانی ابراهیم حاتمی کیا (۱۳۹۲) (بازیگر)
- پریسا به کارگردانی محمدرضا رحمانی (۱۳۹۶) (نویسنده)
- بی سر (فیلم) به کارگردانی کاوه سجادی حسینی (۱۳۹۸) (نویسنده)
- استاد (فیلم ۱۴۰۱) به کارگردانی سیدعماد حسینی (۱۴۰۱) (نویسنده)[۷][۸]

### مجموعه تلویزیونی
- رنگ شک (۱۳۹۴) (بازیگر)

## کتابشناسی
- امپرسیون؛ جیغ بنفش، انتشارات نمایش، ۱۳۸۸
- تاریخ مردم کوچه و بازار فرانسه در قرن ۱۸، انتشارات نمایش، ۱۳۹۴
- پرسه‌های موازی، انتشارات افراز، ۱۳۹۵
- بالستیک زخم، انتشارات بوتیمار، ۱۳۹۵
- پروانه الجزایری، انتشارات نمایش، ۱۳۹۵
- استرالیا و دو نمایشنامه دیگر، انتشارات ورا، ۱۳۹۷[۹]
- شرایط نامطبوع حیات یک گیاه کمیاب در فرودگاه سی.دی. جی و چند داستان دیگر، نشر آواژ، ۱۳۹۸[۱۰]
- اشتقاق/سیارهٔ میمونها، انتشارات نمایش، ۱۳۹۹[۱۱]

## جوایز
- برگزیده بهترین نمایشنامه مسابقه ادبیات نمایشی برای «تاریخ مردم کوچه و بازار فرانسه در قرن ۱۸» از سی و چهارمین جشنواره بین‌المللی تئاتر فجر، ۱۳۹۴
- جایزه بهترین نمایشنامه مسابقه ادبیات نمایشی برای پروانه الجزایری از سی و پنجمین جشنواره بین‌المللی تئاتر فجر، ۱۳۹۵[۱۲]
- جایزه بهترین کارگردانی در بخش صحنه برای نمایش پرسه‌های موازی از سی و پنجمین جشنواره بین‌المللی تئاتر فجر، ۱۳۹۵
- جایزه بهترین نمایشنامه در بخش صحنه برای نمایش پرسه‌های موازی از سی و پنجمین جشنواره بین‌المللی تئاتر فجر، ۱۳۹۵
- جایزه بهترین نمایشنامه مسابقه ادبیات نمایشی برای «استرالیا» از سی و ششمین جشنواره بین‌المللی تئاتر فجر، ۱۳۹۶[۱۳]
- جایزه بهترین کارگردانی در بخش صحنه برای نمایش و چند داستان دیگر از سی و ششمین جشنواره بین‌المللی تئاتر فجر، ۱۳۹۶[۱۴]
- جایزه بهترین نمایشنامه برای «بالستیک زخم» از پنجمین همایش ملی رادی‌شناسی، ۱۳۹۶[۱۵]
- جایزه بهترین نمایشنامه در بخش صحنه برای نمایش پروانه الجزایری به کارگردانی محمدرضا درند و سعید زندی از سی و هفتمین جشنواره بین‌المللی تئاتر فجر، ۱۳۹۷[۱۶]
- جایزه بهترین نمایشنامه در بخش صحنه برای نمایش «استرالیا» به کارگردانی محمد هاشمزاده از بیست و هفتمین جشنواره تئاتر لاله‌های سرخ، ۱۴۰۰
- جایزه بهترین نمایشنامه مسابقه ادبیات نمایشی برای «مدیترانه ای» از چهلمین جشنواره بین‌المللی تئاتر فجر، ۱۴۰۰